# Embalse Mena
El embalse Mena fue una obra hidráulica de almacenamiento de aguas con fines de uso agrícola ubicada en la Región de Valparaíso. El colapso del embalse el 11 de agosto de 1888 causó un aluvión de agua y barro en el plan de Valparaíso que provocó la muerte a 75 personas y dejó a 300 heridas.
Nicolás Mena, propietario de un fundo de 66 ha en el cerro Florida, hizo construir un embalse entre los Cerros San Juan de Dios y Yungay para asegurar el riego y el abastecimiento de agua potable en la ciudad.
La prensa del puerto había advertido anteriormente sobre la fragilidad del embalse.
El día anterior al colapso había llovido profusamente en la ciudad y se estima que el embalse contenía en esas circunstancias cerca de 61.000 m³ de agua. El día 11 cerca de las 8 de la mañana cedió la base de la presa y una avalancha de troncos, piedras, barro y agua se precipitó sobre el centro de la ciudad de Valparaíso.